# 绍斯泰尔
绍斯泰尔（法語：Chausseterre，法語發音：[ʃostɛʁ]）是法国卢瓦尔省的一个市镇，属于罗阿讷区。

## 地理
绍斯泰尔（45°53'47"N, 3°47'1"E）面积16.58 平方千米，位于法国奥弗涅-罗讷-阿尔卑斯大区卢瓦尔省，该省份为法国中南部省份，北起顺时针与索恩-卢瓦尔省、罗讷省、伊泽尔省、阿尔代什省、上盧瓦爾省、多姆山省和阿列省接壤。
与绍斯泰尔接壤的市镇（或旧市镇、城区）包括：圣瑞斯特昂舍瓦莱、圣普列斯特-拉普吕涅、圣罗曼迪尔费、莱萨勒、阿尔孔萨。

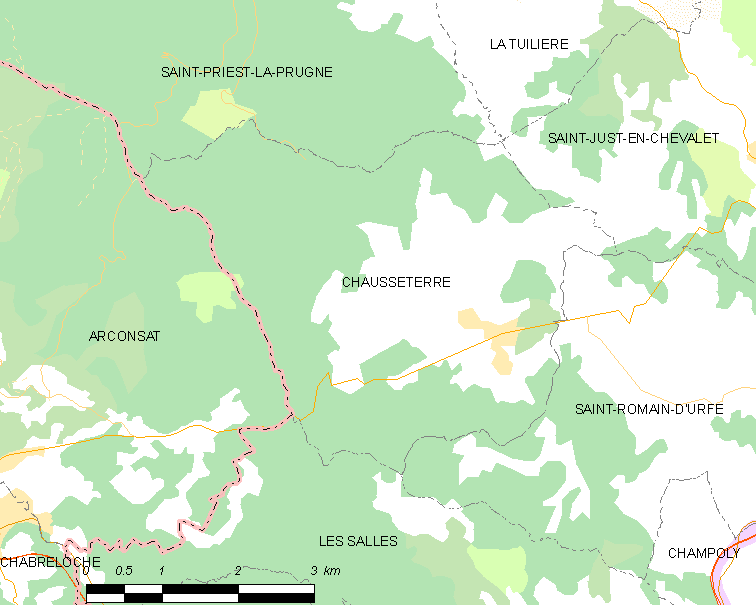
绍斯泰尔的OSM定位图

绍斯泰尔的时区为UTC+01:00、UTC+02:00（夏令时）。

## 行政
绍斯泰尔的邮政编码为42430，INSEE市镇编码为42339。

## 政治
绍斯泰尔所属的省级选区为勒奈松县。

## 人口

1962-2008年间绍斯泰尔人口变化图示

绍斯泰尔于2022年1月1日时的人口数量为213人。